# Camponotus desantii
Camponotus desantii — вид мурашок підродини Formicinae.

## Поширення
Вид поширений у  Західній Африці. Він описаний із зразка знайденого у Беніні.